# Penitenciaría del estado de Old Idaho
El sitio histórico estatal de la penitenciaría de Old Idaho fue una prisión funcional desde 1872 hasta 1973 en el oeste de los Estados Unidos, al este de Boise, Idaho. El primer edificio, también conocido como Prisión Territorial, fue construido en el Territorio de Idaho en 1870; el territorio tenía siete años cuando se construyó la prisión, dos décadas antes de la estadidad.
Desde sus inicios como una casa de una sola celda, la penitenciaría creció hasta convertirse en un complejo de varios edificios distintivos rodeados por un edificio de 17 pies (5,2 m) muro de piedra arenisca. La piedra fue extraída de las crestas cercanas por los convictos residentes, que también ayudaron en las construcciones posteriores.
La Penitenciaría de Old Idaho es operada por la Sociedad Histórica del Estado de Idaho; la elevación del sitio es de aproximadamente 2770 pies (844,3 m) sobre el nivel del mar.

## Historia de la prisión
En sus 101 años de funcionamiento, el centro penitenciario recibió a más de 13 000 internos, con una población máxima de poco más de 600. Doscientos dieciséis de los internos eran mujeres. Dos presos famosos fueron Harry Orchard y Lyda Southard. Orchard asesinó al exgobernador Frank Steunenberg en 1905 y Southard era conocida como la Lady Bluebeard de Idaho por matar a varios de sus maridos para cobrar su seguro de vida.
Graves disturbios ocurrieron en 1952 (24 de mayo), 1971 (10 de agosto), y 1973 (7 y 8 de marzo) sobre las condiciones de vida en la prisión. Los 416 presos residentes fueron trasladados a la nueva Institución Correccional del Estado de Idaho al sur de Boise y la Penitenciaría de Old Idaho se cerró el 3 de diciembre de 1973.
En 1992, la Sociedad Histórica del Estado de Idaho registró entrevistas de historia oral con quince exguardias de la prisión. Estas cintas y transcripciones cubren las operaciones de la prisión y los recuerdos desde la década de 1950 hasta el cierre de la prisión. La colección está abierta a la investigación en la sociedad.

## Edificios penitenciarios
La prisión territorial se completó en 1872 y recibió a sus primeros 11 reclusos de la cárcel del condado de Boise. Este edificio se convirtió en capilla en la década de 1930 y fue destruido por un incendio en los disturbios de 1973. 
La New Cell House (1889-1890) constaba de tres niveles de 42 celdas de acero. El tercer nivel más cercano al Rose Garden sirvió como "corredor de la muerte".
El área ahora conocida como Rose Garden (ya que esto es lo que es ahora) se usó una vez para ejecutar a los prisioneros en la horca. De las 10 ejecuciones en la Antigua Penitenciaría del Estado, seis ocurrieron aquí.
El Edificio de Administración (1893-1894) albergaba la oficina del alcaide, la armería, la sala de visitas, la sala de control y el área llave en mano.
El edificio del frente falso (1894-1895) albergaba el economato, el dormitorio de confianza, la peluquería (1902-1960) y el hospital (originalmente la herrería, pero fue remodelado en 1912 y siguió siendo el hospital de la prisión hasta la década de 1960). Luego, el hospital se convirtió en la oficina de servicios sociales, pero se incendió en los disturbios de 1971.
El comedor (1898) fue diseñado por George Hamilton (un preso en ese momento) y se incendió en el motín de 1973.
Cell House 2 (1899), también conocida como North Wing, contenía celdas de dos hombres. Se colocó un balde de miel en cada celda para que sirviera de retrete. Los presos quemaron el edificio en los disturbios de 1973. 
Cell House 3 (1899) se construyó igual que Cell House 2. Finalmente fue condenado por habitación, pero en 1921 se convirtió en una fábrica de zapatos. En 1928, este edificio fue remodelado para que lo ocuparan los reclusos y se convirtió en la primera casa de celdas con plomería interior.

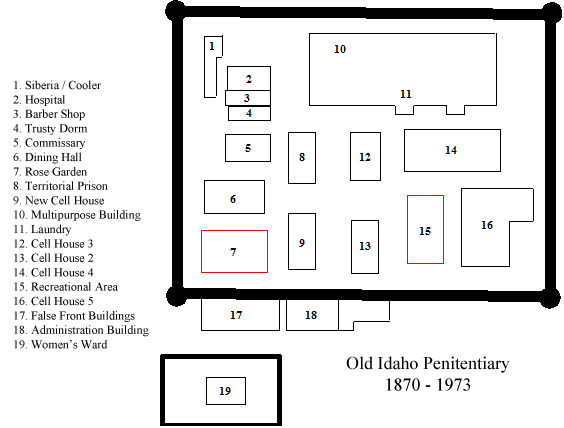
Disposición de la penitenciaría

El dormitorio del distrito de mujeres (1920) se construyó por necesidad. Antes de su finalización, las mujeres se mudaron a la antigua casa del alcaide en 1905. Anteriormente, las mujeres no tenían cuartos separados y varios escándalos forzaron su reubicación. Los presos varones construyeron un muro alrededor de la antigua casa de los guardianes en 1906 para que sirviera como una instalación separada para las mujeres. Este edificio tenía siete celdas para dos personas, una sala central de día, instalaciones de cocina y baño. Este edificio albergaba a Lyda Southard.
Construido por los reclusos, el edificio de usos múltiples (1923) sirvió como fábrica de camisas, zapatería, panadería, tienda de matrículas, lavandería, sala de pasatiempos y sala de descanso y albergaba las duchas comunes.
El confinamiento solitario constaba de dos secciones. El primero, construido a principios de la década de 1920, fue el Cooler. Aunque fue construida para confinamiento solitario, cada celda contenía de 4 a 6 hombres. La segunda sección, conocida como Siberia, fue construida en 1926 y albergaba doce de 3 x 8 pies (0,9 x 2,4 m) celdas, con un recluso por celda.
Cell House 4 (1952) fue la celda más grande y moderna de la penitenciaría. Algunos internos pintaron sus celdas y dejaron dibujos en las paredes que se pueden ver hasta hoy.
Cell House 5 (1954) era de máxima seguridad donde se alojaban los infractores más rebeldes y violentos. Este edificio también sirvió como lugar permanente de aislamiento. Incluye una horca incorporada y un corredor de la muerte.
Aunque no es un edificio, también hay un área recreativa al aire libre que ahora es el Jardín Botánico de Idaho, donde los reclusos boxearon y jugaron béisbol, baloncesto, balonmano, tenis, herraduras y fútbol. El equipo de béisbol, y más tarde de softbol, se llamó The Outlaws y con frecuencia jugaba en equipos de todo el Treasure Valley. Un estadio de béisbol estaba ubicado en lo que ahora se conoce como "Outlaw Field", donde el Jardín Botánico alberga conciertos al aire libre. El cementerio de la prisión se encuentra en el Jardín Botánico.

## Museo y Sociedad Histórica
El sitio fue incluido en el Registro Nacional de Lugares Históricos en 1973 por su importancia como prisión territorial. El sitio contiene actualmente los edificios y las celdas con exhibiciones, el vagón del tren Idaho Merci y la exhibición en memoria de J. Curtis Earl, todos administrados por la Sociedad Histórica del Estado de Idaho.
A finales de 1999, J. C. Earl donó su colección personal de armas históricas y recuerdos militares al estado de Idaho. Estos artículos se exhibieron en 2001 como la exhibición conmemorativa de J. Curtis Earl en la penitenciaría de Old Idaho. Van desde la Edad del Bronce hasta los que se utilizan hoy en día con fines deportivos, policiales y militares. La colección de bronce de Luristan data de aproximadamente 1000-650 a. C.